# Asko Parapola
Asko Parapola, teljes nevén Asko Heikki Siegfried Parpola (Forssa, 1941. július 12. –) finn indológus, a Helsinki Egyetem jelenlegi professzor emeritusa. Szakterülete az Indus-völgyi civilizáció, különösen az indusvölgyi írás tanulmányozása. Parpola szerint az indusvölgyi írás és a harappan nyelv „nagy valószínűséggel a dravidák családjába tartozott.”

## Életpályája
Asko Parpola Simo Parpola akkád nyelvi epigráfus testvére. Felesége Marjatta Parpola, aki a keralai nambudiri brahminok hagyományairól írt tanulmányt.
Parpola az 1960-1980-as években egy finn csapatot vezetett, amely Jurij Valentyinovics Knorozov szovjet csapatával versengett a feliratok számítógépes elemzéssel történő vizsgálatában. Egy protodravida feltételezés alapján számos jel olvasatát javasolták, amelyek közül néhány megegyezett Heras és Knorozov javasolt olvasatával (például a „hal” jelet a dravida „min” hal szóval tették egyenlővé), de számos más olvasatban nem értettek egyet. 
Parpola 1994-ig végzett munkájának átfogó leírása az Indusvölgyi-írás megfejtése című könyvében található. Könyvében azt állítja, hogy a pakisztáni brahui nép a harappan kultúra maradványa.

## Főbb kutatási területei
- Indusvölgyi civilizáció / Indus írás és vallás / Indus pecsétek és feliratok korpusza.
- Védák / védikus rituálék / Samaveda / Jaiminiya Samaveda szövegek és rituálék / Purva-Mimamsa
- Dél-ázsiai vallások / Hinduizmus / Saiva és Sakta hagyomány / Durga Istennő
- Dél-India / Kerala / Tamil Nadu / Karnataka
- Szanszkrit / Malajálam / Kannada / Tamil / Az indiai nyelvek őstörténete
- Dél-Ázsia és (tágabb értelemben) Közép-Ázsia őskori régészete / Az árják megjelenése
- Parpola két jelentős hozzájárulása az indusvölgyi írás megfejtése területén az Indus-völgyi pecsétek ma már általánosan használt osztályozásának megalkotása, valamint az írás nyelvének javasolt és sokat vitatott megfejtése.

## Publikációi
- 1980: Från Indusreligion till Veda. Studier i de äldsta indiska religionerna, Koppenhága: Akademisk Forlag.
- 1985: The Sky-Garment: Tanulmány a harappai vallásról és kapcsolatáról a mezopotámiai és a későbbi indiai vallásokkal. Helsinki: The Finnish Oriental Society.
- 1994: Cambridge University Press, ISBN 9780521430791
- 1994: Sanskritin peruskurssi, Helsinki: Suomen Itämainen Seura (3. kiadás, 2003).
- 2005: Intian kulttuuri, Keuruu: Otava.
- 2015: The Roots of Hinduism: The Early Aryans and the Indus Civilization, Oxford University Press, ISBN 978-0-19-022692-3

## Válogatott cikkek
- 1988: „The coming of the aryans to Iran and India and the cultural and ethnic identity of the Dāsas”, Studia Orientalia, vol. 64, pp. 195-302. A Finn Keleti Társaság.
- 1995: 'Az árják és a szóma problémája: Szövegnyelvészeti és régészeti bizonyítékok”, in The Indo-Aryans of Ancient South Asia: Language, Material Culture and Ethnicity. Ed. George Erdosy. Berlin/NY: Walter de Gruyter, 1995, pp. 353-81.
- 1998: „Aryan languages, archaeological cultures, and Sinkiang: where did Proto-Iranian come into being being being and how did it spread?”, in The Bronze Age and Early Iron Age Peoples of Eastern Central Asia, vol. 1: Archeology, migration and nomadism, linguistics, ed. Victor H. Mair. Washington, D.C.: Institute for the Study of Man, pp. 114-47.
- 1999: „The formation of the Aryan branch of Indo-European”, in Archaeology and Language III: Artefacts, Languages and Texts, szerk. Roger Blench & Matthew Spriggs, London/NY: Routledge, pp. 180-210.
- 2002: „From the dialects of Old Indo-Aryan to Proto-Indo-Aryan and Proto-Iranian”, in Indo-Iranian Languages and Peoples, Oxford University Press, pp. 43-102.
- 2004: „The Nâsatyas, the chariot and Proto-Aryan religion”, Journal of Indological Studies, vol. 2004-2005, n. 16-17, pp. 1-63.
- 2005: „Study of the Indus script”, Transactions of the International Conference of Eastern Studies, 50. kötet, 28-66. oldal. Tokió: Toho Gakkai.
- 2008: „Az indus írás valóban nem írásrendszer?”, in Airāvati: Felicitation volume in honour of Iravatham Mahadevan, Chennai: Varalaaru, pp. 111-31.
- 2012: 'Az indoeurópai és uráli (finnugor) nyelvcsaládok kialakulása a régészet tükrében: Revised and integrated „total” correlations”, A linguistic map of prehistoric northern Europe, vol. 266, pp. 119-84.
- 2017: Christian Carpelan-nal, 'On the emergence, contacts and dispersal of Proto-Indo-European, Proto-Uralic and Proto-Aryan in an archaeological perspective', in Language and Prehistory of the Indo-European Peoples: A Cross-Disciplinary Perspective, Museum Tusculanums Forlag, pp. 77-87.

Parpola The Coming of the Aryans című hosszú folyóiratcikkét az indoeurópai tanulmányok történészei és kutatói széles körben idézik: Colin Renfrew, aki a cikket bírálta, „gazdagon jegyzetelt és jól illusztrált esszé”-nak nevezte.

## Fordítás
- Ez a szócikk részben vagy egészben  az   Asko Parapola című angol Wikipédia-szócikk fordításán alapul.  Az eredeti cikk szerkesztőit annak laptörténete sorolja fel. Ez a jelzés csupán a megfogalmazás eredetét és a szerzői jogokat jelzi, nem szolgál a cikkben szereplő információk forrásmegjelöléseként.